# Вест-Лон (Пенсільванія)
Вест-Лон (англ. West Lawn) — переписна місцевість (CDP) в США, в окрузі Беркс штату Пенсільванія. Населення — 1762 особи (2020).

## Географія
Вест-Лон розташований за координатами 40°19′44″ пн. ш. 75°59′38″ зх. д. / 40.32889° пн. ш. 75.99389° зх. д. (40.328915, -75.993789).  За даними Бюро перепису населення США в 2010 році переписна місцевість мала площу 0,55 км², уся площа — суходіл.

## Демографія
Згідно з переписом 2010 року, у переписній місцевості мешкало 1715 осіб у 690 домогосподарствах у складі 451 родини. Густота населення становила 3142 особи/км².  Було 730 помешкань (1337/км²).
Расовий склад населення:
| - 86,8 % — білих - 6,2 % — чорних або афроамериканців - 0,9 % — азіатів - 0,1 % — корінних американців - 3,8 % — осіб інших рас |

До двох чи більше рас належало 2,2 %. Частка іспаномовних становила 9,6 % від усіх жителів.
За віковим діапазоном населення розподілялося таким чином: 24,8 % — особи молодші 18 років, 63,1 % — особи у віці 18—64 років, 12,1 % — особи у віці 65 років та старші. Медіана віку мешканця становила 36,2 року. На 100 осіб жіночої статі у переписній місцевості припадало 97,8 чоловіків;  на 100 жінок у віці від 18 років та старших — 95,5 чоловіків також старших 18 років.
Середній дохід на одне домашнє господарство  становив 63 469 доларів США (медіана — 53 182), а середній дохід на одну сім'ю — 77 291 долар (медіана — 64 417). Медіана доходів становила 50 625 доларів для чоловіків та 38 015 доларів для жінок. За межею бідності перебувало 8,0 % осіб, у тому числі 2,2 % дітей у віці до 18 років та 15,0 % осіб у віці 65 років та старших.
Цивільне працевлаштоване населення становило 965 осіб. Основні галузі зайнятості: освіта, охорона здоров'я та соціальна допомога — 23,6 %, роздрібна торгівля — 14,7 %, виробництво — 11,8 %, науковці, спеціалісти, менеджери — 9,8 %.